# إديث همفري
إديث إلين همفري (بالإنجليزية: Edith Humphrey)‏ (11 سبتمبر 1875 - 25 فبراير 1978) باحثة في الكيمياء غير العضوية، أنجزت عملاً رياديًا في المعقدات التناسقية في جامعة زيورخ تحت إشراف آلفرد فيرنر. تعد المرأة البريطانية الأولى الحاصلة على درجة الدكتوراه في الكيمياء.
بمناسبة مرور 150 عام على تأسيس الجمعية الملكية للكيمياء (RSC)، في 8 نيسان 1991، أرسلت الجمعية السويسرية للكيمياء عينة أصلية من الكريستال الذي ركّبته همفري خلال تحصيلها الدكتوراه، كما أرفقت معها مطيافًا متطورًا دائريًا مزدوج اللون لإحدى الكريستالات. تبقي غرفة العرض في الجمعية الملكية للكيمياء على صندوق الكريستال في معرضها الدائم.

## العائلة والحياة المبكرة
كانت إديث همفري أصغر أطفال "جون تشارلز همفري" السبعة الناجين (1833- 1903)، وهو كاتب لصالح مجلس المحافظة للأعمال في لندن، وزوجته "لويزا" (كنيتها الأصلية فروست 1831-1910)، معلّمة.
بدأ جون حياته في ظروف فقر، إذ كان والده حذّاءً، وكان يدعم بشدة تعليم بناته كما أبنائه. تربّت إديث في بيت ينتمي للطبقة الوسطى في بلدة كنتش، لندن. أصبحت أختاها الاثنتان معلّمتين، وحصّل كلٌّ من أخويها درجة البكالوريوس، بمن فيهم هربرت آلفرد همفري (1868-1951) مخترع مضخة همفري، ووليام همفري (1863-1898) رئيس جامعة فوراه باي في بلدة فريتاون، سيراليون.
ارتادت "همفري" مدرسة كامدن للفتيات، ثم في 1891 مدرسة شمال لندن الجماعية، وهي إحدى أوائل مدارس الفتيات في المملكة المتحدة التي أدرجت العلوم في مناهجها. درست همفري الكيمياء (والفيزياء) من عام 1893 وحتى 1897 في جامعة بدفورد، لندن، بمنحة قدرها £60 سنويًا. مع إتمامها لدرجة الإجازة الجامعية، تقدمت همفري بطلب لدراسة الدكتوراه في جامعة زيورخ.

### أبحاث الدراسات العليا
في 17 تشرين الأول، سجلت همفري لدراسة الكيمياء في جامعة زيوريخ. انضمت لرابطة متنامية من طلاب آلفرد فيرنر التي عملت في الأقبية غير الملائمة للعمل والمعروفة بـ«كاتاكومبين» (سراديب الموتى). حصلت همفري على منحة قدرها £60 سنويًا على مدى ثلاث سنوات من قبل هيئة التعليم التقني في مجلس محافظة لندن، إلا أن الدراسة في سويسرا كانت مكلفة، وكانت همفري في ضائقة مادية. لاحظ فيرنر قدرات همفري وعيّنها مساعدة له، وقاضاها راتبًا. عملت همفري بجد، وتشير روايتها عن الأوقات التي قضتها إلى أنها وجدت الحياة الاجتماعية مخيبة للآمال.
كانت "همفري" أولى طلاب فيرنر الذين نجحوا في تحضير سلسلة فيرنر الجديدة الأولى من معقدات الكوبالت المماكبة هندسيًا، وهي نوع من المركبات التي كانت محوريةً في تطور بحثه وبرهانًا على نظريته التناسقية. إحدى هذه المركبات، بروميد مقرون ثنائي (إيثيلِين ثُنائِيِّ الأَمِين) مزدوج نترو الكوبالت (III)، كان المركب الأول من معقد الكوبالت غير المتناظر ثماني السطوح. عام 1991، تبرعت الجمعية السويسرية للكيمياء بالكريستال غير المتناظر الذي حضّرته همفري للجمعية الملكية للكيمياء، وهو الآن موجود في برلنغتون هاوس، لندن.
كم كان محزنًا للسيدة همفري أن إنجازها لم يلق تقديرًا في ذاك الوقت، إذ كان لها الفضل في برهانٍ دقيقٍ لصحة نظرية فيرنر التناسقية ومنحه جائزة نوبل اللاحقة." وعلى الرغم من وجود دراسة لاحقة تشكك بنوعية العينة، بقيت مكانة همفري بارزة كعالمة رائدة.
قبلت جامعة زيورخ أطروحتها لنيل إجازة في الدكتوراه عن مواضع ترابط المعادن في مركباتها وعن دنيترتو إيثيلين أملاح الكوبالت. عام 1901، كانت "همفري" أول امرأة بريطانية تحصل على إجازة الدكتوراه في الكيمياء، لكن ليس في زيورخ. إذ حصلت امرأة أمريكية، رايتشل هولواي لويد، على الدكتوراه في 1887، وبعدها أصبحت المدينة جنة للطالبات النساء من جميع أنحاء أوروبا.
بعيد استكمال همفري لأطروحتها، تلقّت توصية بالانتقال لجامعة لايبزغ لاستكمال البحث تحت إشراف "فيلهيلم أوستفالد". إلا أن المعاملة التي لاقتها النساء هناك كانت مختلفة عن زيورخ، ولم تكن همفري لتحتمل نظامًا لا يسمح لها فيه بالعمل في المختبرات إن كان حضورها يصرف انتباه الرجال عن عملهم.

## الحياة اللاحقة
بعد رجوعها لإنجلترا، انضمت همفري لطاقم عمل "آرثر ساندرسون" وأبنائه، وهو مصنِّع بريطاني للأقمشة وورق الجدران، حيث عملت هناك حتى تقاعدت. تعيّنت بمنصب باحثة كيميائية في مصنعهم في تشِسويك، لكن لا يعرف الكثير عن عملها هناك. في عام 1911، انتقلت "همفري" لتعيش في هامبستيد مع أختيها الأكبر سنًا، وعرّفت عن مهنتها ببساطة كـ «كيميائية».
عام 1904، كانت همفري واحدة من تسعة عشر امرأة من العالمات الكيميائيات اللواتي قدمن طلب التماس للجمعية الملكية للكيمياء لإعطاء النساء حق الزمالة في الجمعية. تم تحقيق هذا المطلب في العام 1919 وانتخبت همفري لاحقًا كزميلة في الجمعية. نشرت مجلة عالم جديد (New Scientist) مقابلة مع همفري حول تجاربها في زيورخ في عيد ميلادها المئة، 11 أيلول 1975.